# هنري هيمفيل
هنري هيمفيل (بالإنجليزية: Henry Hemphill)‏ هو عالم رخويات ‏ أمريكي، ولد في 1830 في ويلمنغتون في الولايات المتحدة، وتوفي في 1914 في أوكلاند في الولايات المتحدة.